# Энкомий

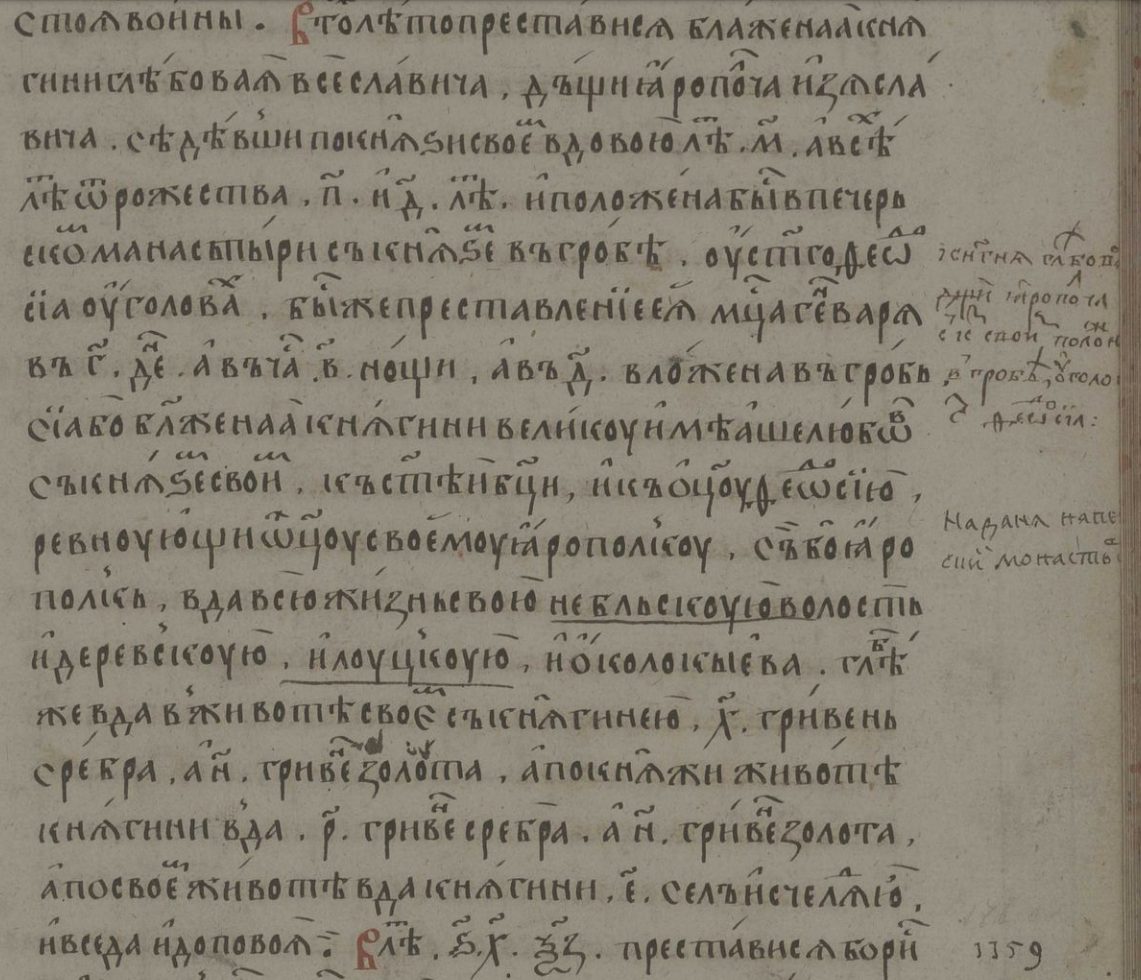
Энкомий княгине Ярополковне Минской в Киевской летописи.

Энко́мий (др.-греч. ἐγκώμιον — восхваление) — в Древней Греции хвалебная песнь в виде распеваемых стихов в честь богов или людей. Энкомии исполнялись во время праздничных шествий под аккомпанемент лиры, форминги и авлоса. Энкомий был близок застольной песне — сколию.
Писали энкомии Ивик, Пиндар, Овидий, Бакхилид, Симонид, Педиасм и Варий. Кроме стихотворной формы энкомии могут быть и в прозе — в виде риторических упражнений или панегириков. В дальнейшем под энкомием стали понимать хвалебную речь в адрес кого-либо. Энкомии оказали значительное влияние на написание биографий.
С. С. Аверинцев отмечает, что «риторика — это искусство хвалы и хулы, „энкомия“ и „псогоса“; такой подход ко всем на свете вещам — неотъемлемая черта ритора» и «немаловажно, однако, и то, что в риторическом пространстве „псогос“ сам собой полагает возможность „энкомия“, „хула“ — возможность „хвалы“».